# Steinbrunn-le-Haut
Steinbrunn-le-Haut là một xã trong tỉnh Haut-Rhin, vùng Grand Est ở đông bắc Pháp. Xã này có diện tích 9,21 km², dân số năm 1999 là 599 người. Khu vực này có độ cao 305 mét trên mực nước biển.